# Ibrahim Tanko
Ibrahim Tanko (* 25. Juli 1977 in Kumasi) ist ein ehemaliger ghanaischer Fußballspieler (Position: Sturm) und heutiger ‑trainer. Seit 2002 besitzt Tanko neben der ghanaischen auch die deutsche Staatsangehörigkeit; als Nationalspieler war er für Ghana im Einsatz.

## Karriere als Spieler
Mit 17 Jahren kam Tanko zu Borussia Dortmund und galt zu diesem Zeitpunkt als eines der größten Talente im deutschen Fußball. Gemeinsam mit dem damals 18-jährigen Lars Ricken bildete er in seiner ersten Bundesliga-Saison den sogenannten „Babysturm“, der lange ausgefallene Stammspieler wie Karl-Heinz Riedle und Stéphane Chapuisat auf den Sturmpositionen ersetzte und am Ende der Saison 1994/95 deutscher Meister wurde. Dabei stand Tanko 14-mal auf dem Platz und erzielte ein Tor. In den sieben Spielzeiten, die er für den BVB absolvierte, konnte er sich jedoch nie endgültig durchsetzen.
In der Saison 2000/01 wurde bei einer Dopingkontrolle THC in Tankos Blut nachgewiesen, woraufhin er zugab, gemeinsam mit Freunden Marihuana konsumiert zu haben. Borussia Dortmund kündigte ihm daraufhin den Vertrag. Im Winter derselben Saison wechselte Tanko zum SC Freiburg.
Tanko war bei seinem Debüt mit 17 Jahren und 61 Tagen der bis dato jüngste Feldspieler in der Geschichte der Bundesliga, nur der Frankfurter Torhüter Jürgen Friedl war zum damaligen Zeitpunkt bei seinem Debüt jünger. Die deutsche Fußballmeisterschaft gewann er mit Borussia Dortmund im Jahre 1994/95 sowie 1995/96.
International lief er während seiner aktiven Karriere für die ghanaische Nationalmannschaft auf und nahm an der Fußball-Afrikameisterschaft 1996 teil, bei der die Auswahl den vierten Rang belegte. Seine letzten Länderspieleinsätze absolvierte er in den Qualifikationsspielen zur Fußball-Weltmeisterschaft 2006.

## Karriere als Trainer
Nach Beendigung der Saison 2006/07, in der er nur ein Spiel bestritt, beendete er seine aktive Spielerlaufbahn. Seitdem war er Co-Trainer der zweiten Mannschaft des SC Freiburg. Im März 2009 wechselte er mit Karsten Neitzel als Co-Trainer von Volker Finke zu den Urawa Red Diamonds. Die zum Jahresende 2010 auslaufenden Verträge mit den Trainern wurden von der japanischen Vereinsführung nicht mehr verlängert. Zum Start der Bundesliga-Saison 2011/12 folgte Tanko Volker Finke und schloss sich dem Trainerteam des 1. FC Köln an. Mit der Entlassung von Cheftrainer Ståle Solbakken wurde auch Tankos dortiges Engagement beendet. Von 2013 bis 2015 war Tanko Co-Trainer der kamerunischen Fußballnationalmannschaft unter Trainer Volker Finke.
Seit dem 29. November 2018 ist Tanko Trainer der U23-Nationalmannschaft Ghanas.